# Latitude
Latitude (офіційна назва Ernst & Young Tower at Latitude) — хмарочос в Сіднеї, Австралія. Висота 45-поверхового хмарочосу становить 190 метрів, з урахуванням антени 222 метри. Будівництво було завершено в 2004 році.